# Xoan đào
Xoan đào (danh pháp khoa học: Prunus arborea) là loài thực vật có hoa thuộc họ Hoa hồng (Rosaceae). Phân bổ nhiều nơi trên thế giới: Việt Nam, Indonesia, Malaysia, Singapore, và Thái Lan.

## Phân loại dưới loài
Xoan đào bao gồm nhiều thứ đã được định danh:
- Prunus arborea var. alticola Kalkman
- Prunus arborea var. arborea
- Prunus arborea var. densa (King) Kalkman
- Prunus arborea var. montana (Hook.f.) Kalkman
- Prunus arborea var. robusta (Koord. & Valeton) Kalkman
- Prunus arborea var. stipulacea (King) Kalkman